# David Plummer
David Plummer (Norman (Oklahoma), 9 oktober 1985) is een Amerikaanse voormalige zwemmer. Hij vertegenwoordigde zijn vaderland op de Olympische Zomerspelen 2016 in Rio de Janeiro.

## Carrière
Bij zijn internationale debuut, op de Pan Pacific kampioenschappen zwemmen 2006 in Victoria, werd Plummer uitgeschakeld in de series van zowel de 100 als de 200 meter rugslag.
Het duurde vervolgens vier jaar voor de Amerikaan opnieuw voor een internationaal toernooi werd geselecteerd, in de zomer van 2010 werd hij nationaal kampioen op de 100 meter rugslag. Hij maakte zijn rentree tijdens de Pan Pacific kampioenschappen zwemmen 2010 in Irvine, op dit toernooi eindigde hij als vierde op de 50 meter rugslag en als vijfde op de 100 meter rugslag. Op de wereldkampioenschappen kortebaanzwemmen 2010 in Dubai eindigde Plummer als zesde op de 100 meter rugslag, op de 50 meter rugslag strandde hij in de halve finales. Samen met Mark Gangloff, Tyler McGill en Josh Schneider zwom hij in de series van de 4x100 meter wisselslag, in de finale legden Nick Thoman, Mihail Alexandrov, Ryan Lochte en Garrett Weber-Gale beslag op de wereldtitel. Voor zijn aandeel in de series werd Plummer beloond met de gouden medaille.
In Shanghai nam de Amerikaan deel aan de wereldkampioenschappen zwemmen 2011. Op dit toernooi eindigde hij als vijfde op zowel de 50 als de 100 meter rugslag. Op de 4x100 meter wisselslag zwom hij samen met Eric Shanteau, Tyler McGill en Garrett Weber-Gale de series, in de finale sleepten Nick Thoman, Mark Gangloff, Michael Phelps en Nathan Adrian de wereldtitel in de wacht. Voor zijn inspanningen in de series ontving hij eveneens de gouden medaille.
Tijdens de wereldkampioenschappen zwemmen 2013 in Barcelona veroverde Plummer de zilveren medaille op de 100 meter rugslag, op de 50 meter rugslag werd hij uitgeschakeld in de halve finales. Samen met Nicolas Fink, Eugene Godsoe en Jimmy Feigen zwom hij in de series van de 4x100 meter wisselslag. In de finale werden Matt Grevers, Kevin Cordes, Ryan Lochte en Nathan Adrian gediskwalificeerd vanwege een te vroege overname van Cordes.
Op de Pan-Pacifische kampioenschappen zwemmen 2014 in Gold Coast eindigde de Amerikaan als negende op de 100 meter rugslag.
In Kazan nam Plummer deel aan de wereldkampioenschappen zwemmen 2015. Op dit toernooi eindigde hij als achtste op de 50 meter rugslag, op de 100 meter rugslag strandde hij in de halve finales.
Tijdens de Olympische Zomerspelen van 2016 in Rio de Janeiro sleepte de Amerikaan de bronzen medaille in de wacht op de 100 meter rugslag. Op de 4x100 meter wisselslag zwom hij samen met Kevin Cordes, Thomas Shields en Caeleb Dressel in de series, in de finale legden Ryan Murphy, Cody Miller, Michael Phelps en Nathan Adrian beslag op olympisch goud. Voor zijn aandeel in de series werd Plummer beloond met eveneens de gouden medaille.

## Internationale toernooien
| Jaar | Olympische Spelen                                               | WK langebaan                                                                          | WK kortebaan                                                                        | PanPacs                               | Pan-Ams       |
| ---- | --------------------------------------------------------------- | ------------------------------------------------------------------------------------- | ----------------------------------------------------------------------------------- | ------------------------------------- | ------------- |
| 2006 |                                                                 |                                                                                       | geen deelname                                                                       | serie 100m rugslag serie 200m rugslag |               |
| 2007 |                                                                 | geen deelname                                                                         |                                                                                     |                                       | geen deelname |
| 2008 | geen deelname                                                   |                                                                                       | geen deelname                                                                       |                                       |               |
| 2009 |                                                                 | geen deelname                                                                         |                                                                                     |                                       |               |
| 2010 |                                                                 |                                                                                       | 9e 50m rugslag · 6e 100m rugslag · 4x100m wisselslag · Plummer zwom enkel de series | 4e 50m rugslag 5e 100m rugslag        |               |
| 2011 |                                                                 | 5e 50m rugslag · 5e 100m rugslag · 4x100m wisselslag · Plummer zwom enkel de series   |                                                                                     |                                       | geen deelname |
| 2012 | geen deelname                                                   |                                                                                       | geen deelname                                                                       |                                       |               |
| 2013 |                                                                 | 16e 50m rugslag · 100m rugslag · DSQ 4x100m wisselslag · Plummer zwom enkel de series |                                                                                     |                                       |               |
| 2014 |                                                                 |                                                                                       | geen deelname                                                                       | 9e 100m rugslag                       |               |
| 2015 |                                                                 | 8e 50m rugslag 9e 100m rugslag                                                        |                                                                                     |                                       | geen deelname |
| 2016 | 100m rugslag · 4x100m wisselslag · Plummer zwom enkel de series |                                                                                       | geen deelname                                                                       |                                       |               |

## Persoonlijke records
Kortebaan
| Afstand      | Tijd  | Datum            | Plaats |
| ------------ | ----- | ---------------- | ------ |
| 050m rugslag | 23,86 | 17 december 2010 | Dubai  |
| 100m rugslag | 50,59 | 16 december 2010 | Dubai  |

Langebaan
| Afstand      | Tijd  | Datum        | Plaats       |
| ------------ | ----- | ------------ | ------------ |
| 050m rugslag | 24,52 | 27 juni 2013 | Indianapolis |
| 100m rugslag | 52,12 | 27 juni 2016 | Omaha        |